# Horgoš

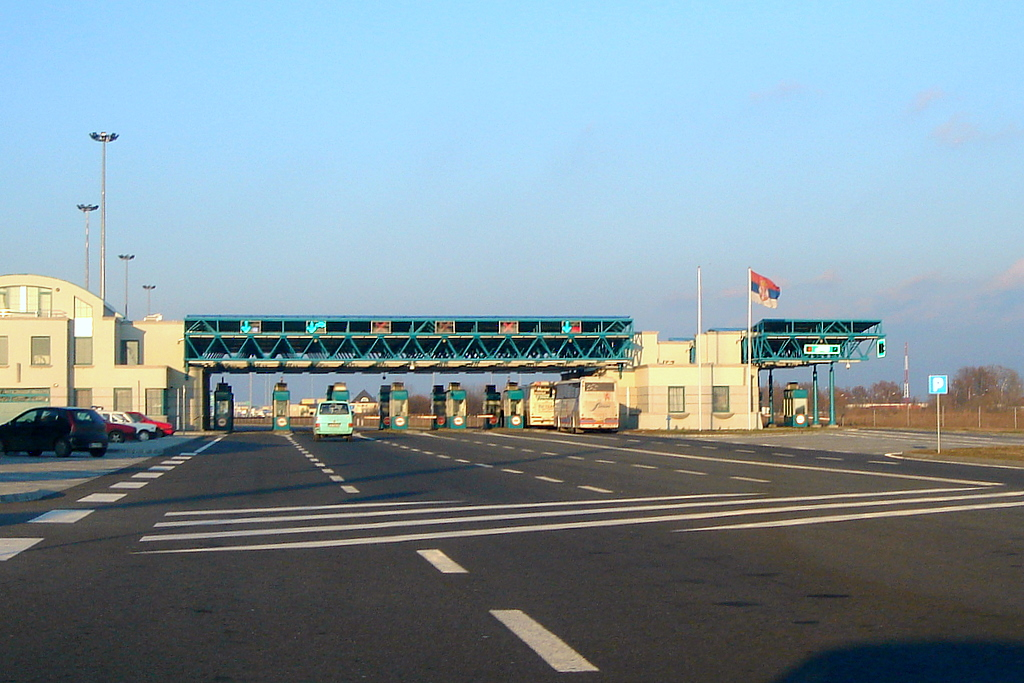
La frontière entre la Hongrie et la Serbie à Horgoš

Horgoš (en serbe cyrillique : Хоргош ; en hongrois : Horgos) est une localité de Serbie située dans la province autonome de Voïvodine. Elle fait partie de la municipalité de Kanjiža dans le district du Banat septentrional. Au recensement de 2011, elle comptait 5 603 habitants.
Horgoš est officiellement classé parmi les villages de Serbie.

## Démographie

### Évolution historique de la population
| 1948  | 1953  | 1961  | 1971  | 1981  | 1991  | 2002  | 2011  |
| ----- | ----- | ----- | ----- | ----- | ----- | ----- | ----- |
| 7 902 | 7 768 | 7 871 | 7 823 | 7 640 | 7 201 | 6 325 | 5 603 |

|  |

## Transport
- Autoroute serbe A1
- Route nationale 22.1